# Seniorat helwecki
Seniorat helwecki – stanowił jedną z jednostek organizacyjnych Kościoła Ewangelickiego Augsburskiego i Helweckiego Wyznania w Małopolsce, istniejącego w okresie II Rzeczypospolitej. Obejmował zbory wyznania reformowanego.

## Dane statystyczne
| Parafia                                             | Filiały i stacje kaznodziejskie | Liczba wiernych | Kościół parafialny                | Ilustracja |
| --------------------------------------------------- | --- | --------------- | --------------------------------- | ---------- |
| Kołomyja-Baginsberg (północne przedmieście Kołomyi) | Augustdorf (f., 330 wiernych) Konstantynówka (f., 92 wiernych) Mikulsdorf (f., 202 wiernych) Mogiła (f., 53 wiernych) Nowawieś (f., 113 wiernych) Sewerynówka (f., 94 wiernych) Siedliska-Bredtheim (f., 342 wiernych) Sitanerówka (f., 195 wiernych) Sławce (f., 128 wiernych; zachodnie przedmieście Kołomyi) | 2519            | Kościół ewangelicki w Baginsbergu |            |
| Korosnica                                           | Horucko (s.k., 73 wiernych) Krynica (f., 178 wiernych) Letnia (f., 94 wiernych) Ugartsberg (f., 178 wiernych) | 1557            | Kościół ewangelicki w Korosnicy   |            |
| Königsberg                                          | Leżajsk (s.k.) | 149             | Kościół ewangelicki w Königsbergu |            |